# Federica Radicchi
Federica Radicchi (Róma, 1988. december 21. –) olasz válogatott vízilabdázónő, a Fontalba Messina játékosa.

## Nemzetközi eredményei
- Világliga ezüstérem (Cosenza, 2006)
- Európa-bajnoki ezüstérem (Belgrád, 2006)
- Világliga 8. hely (Kirishi, 2009)
- Európa-bajnoki 4. hely (Zágráb, 2010)
- Olimpiai 7. hely (London, 2012)
- Világliga 6. hely (Peking, 2013)
- Világbajnoki 10. hely (Barcelona, 2013)
- Világliga ezüstérem (Kunshan, 2014)
- Európa-bajnoki 4. hely (Budapest, 2014)
- Világliga 7. hely (Sanghaj, 2015)
- Világbajnoki bronzérem (Kazany, 2015)
- Európa-bajnoki bronzérem (Belgrád, 2016)
- Világliga 5. hely (Sanghaj, 2016)